# Liste der Biografien/Kia
Liste der Biografien |
Portal Biografien |
Personensuche
# |
A |
B |
C |
D |
E |
F |
G |
H |
I |
J |
K |
L |
M |
N |
O |
P |
Q |
R |
S |
T |
U |
V |
W |
X |
Y |
Z |
?
 
Ka |
Kb |
Kc |
Kd |
Ke |
Kf |
Kg |
Kh |
Ki |
Kj |
Kl |
Km |
Kn |
Ko |
Kp |
Kr |
Ks |
Kt |
Ku |
Kv |
Kw |
Ky |
Kx |
Kz
 
Kia |
Kib |
Kic |
Kid |
Kie |
Kif |
Kig |
Kih |
Kii |
Kij |
Kik |
Kil |
Kim |
Kin |
Kio |
Kip |
Kir |
Kis |
Kit |
Kiu |
Kiv |
Kiw |
Kix |
Kiy |
Kiz
Die Liste der Biografien führt alle Personen auf, die in der deutschsprachigen Wikipedia einen Artikel haben. Dieses ist eine Teilliste mit 54 Einträgen von Personen, deren Namen mit den Buchstaben „Kia“ beginnt.

## Kia
- Kia Shemshaki, Mohammad Hadj (* 1955), iranischer Skirennläufer
- Kia Yen-wen, Matthew (1925–2017), taiwanischer Geistlicher und römisch-katholischer Erzbischof von Taipeh
- Kia, Hamid Reza (* 2001), iranischer Dreispringer

### Kiad
- Kiadarbandsari, Naghmeh (* 1997), iranische Grasskiläuferin
- Kiadarbandsari, Reza (* 1994), iranischer Grasskiläufer
- Kiadtiphon Udom (* 2000), thailändischer Fußballspieler
- Kiadtisak Chaodon (* 1999), thailändischer Fußballspieler
- Kiadtisak Nantavichianrit (* 2000), thailändischer Fußballspieler

### Kiae
- Kiær, Benedikte (* 1969), dänische Politikerin
- Kiær, Dakky (1892–1980), norwegische Frauenrechtlerin, liberale Politikerin und Schulleiterin
- Kiær, Eigil (1901–1981), dänischer Gartenbauarchitekt und Sachbuchautor
- Kiær, Holger Sverdrup (1856–1928), dänischer Arzt
- Kiær, Nicolai (1888–1934), norwegischer Turner
- Kiærskou, Frederik Christian (1805–1891), dänischer Landschaftsmaler
- Kiærskou, Hjalmar (1835–1900), dänischer Botaniker
- Kiærskou, Lotte (* 1975), dänische Handballspielerin und -trainerin

### Kiaf
- Kiafas, Michail (* 1993), griechischer Hürdenläufer

### Kiai
- Kiai, Maina, kenianischer UN-Sonderberichterstatter

### Kial
- Kiala, Luisa (* 1982), angolanische Handballspielerin
- Kiala, Luzizila (* 1963), angolanischer Geistlicher, römisch-katholischer Erzbischof von Sumbe
- Kiala, Marcelina (* 1979), angolanische Handballspielerin
- Kialka, Thiemo-Jérôme (* 1989), deutscher Fußballspieler
- Kialunda, Julien (1940–1987), kongolesischer Fußballspieler

### Kiam
- Kiam, Victor (1926–2001), amerikanischer Unternehmer und Self-Made-Millionär
- Kiama, Charles Munyeki (* 1986), kenianischer Marathonläufer
- Kiamco, Warren (* 1970), philippinischer Poolbillardspieler
- Kiamos, Panos, griechischer Musiker

### Kian
- Kiang, Jessica, irische Essayistin und Filmkritikerin
- Kiangio, Thomas John (* 1965), tansanischer römisch-katholischer Geistlicher und Bischof von Tanga
- Kiani, Mary (* 1969), schottische Sängerin
- Kiani, Nahid (* 1998), iranische Taekwondoin
- Kiani, Wäis, iranisch-deutsche Schriftstellerin und Kolumnistin
- Kianian, Reza (* 1951), iranischer Schauspieler
- Kianni, Sophia (* 2001), iranisch-US-amerikanische KlimaaktivistinSophia Kianni (* 2001)

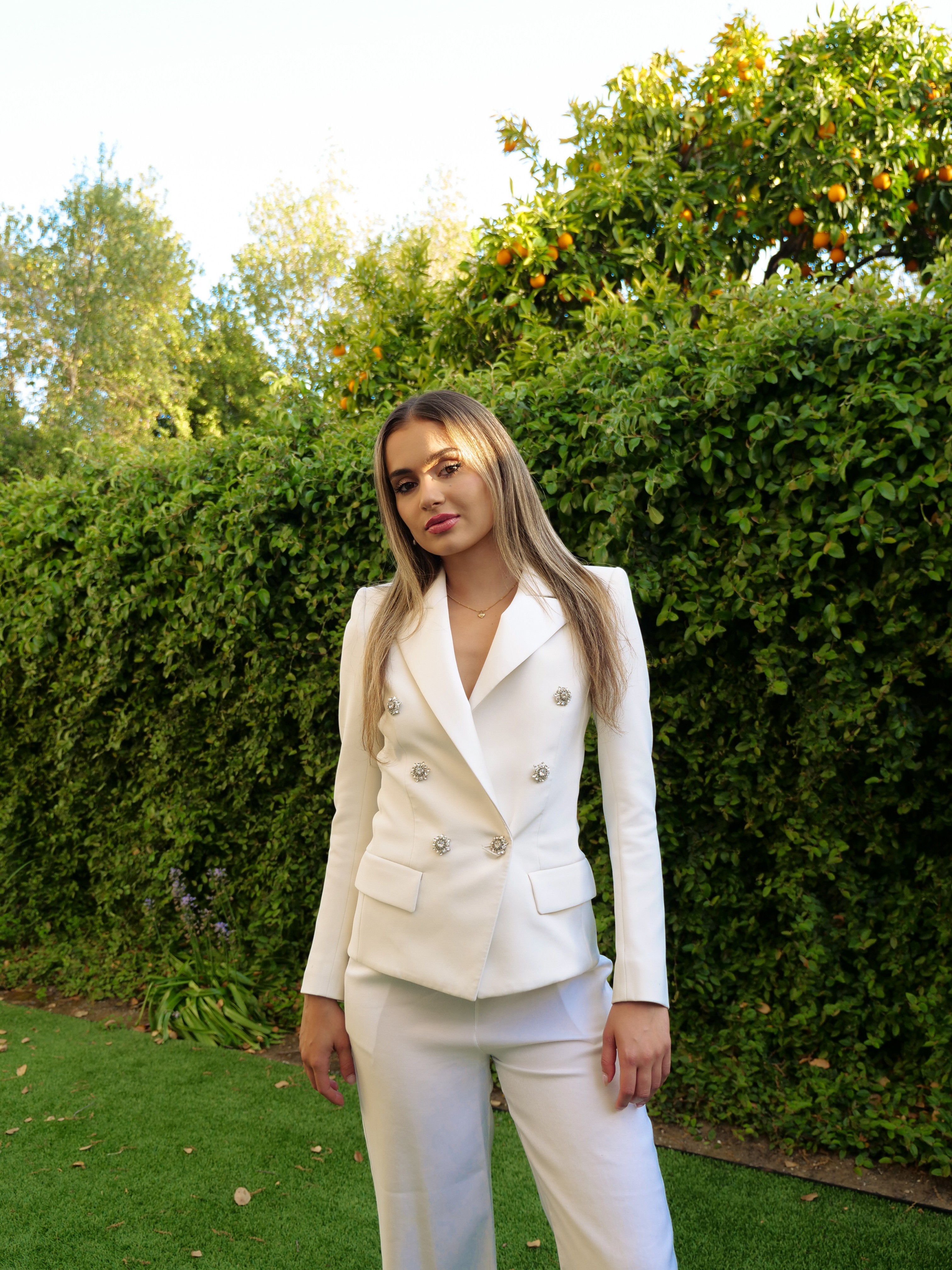
Sophia Kianni (* 2001)

- Kianouri, Noureddin (1915–1999), iranischer Politiker, Generalsekretär der kommunistischen Tudeh-Partei, Stadtplaner
- Kianto, Ilmari (1874–1970), finnischer Schriftsteller
- Kianush (* 1987), deutscher Rapper

### Kiap
- Kiapseni, Ambrose (1945–2019), papua-neuguineischer Ordensgeistlicher, römisch-katholischer Bischof von Kavieng

### Kiar
- Kiarostami, Abbas (1940–2016), iranischer Drehbuchautor, Filmregisseur und LyrikerAbbas Kiarostami (1940–2016)

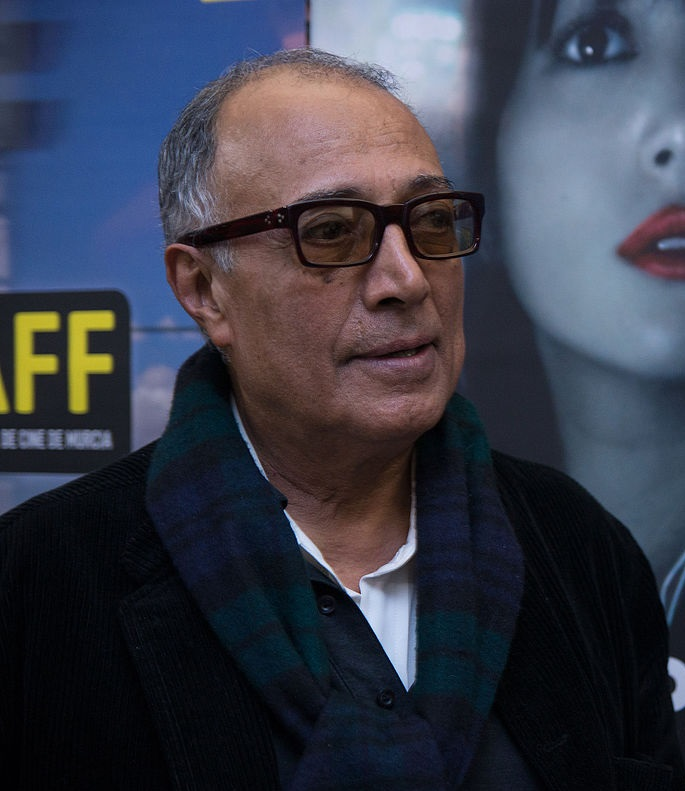
Abbas Kiarostami (1940–2016)

### Kias
- Kiashemshaki, Lotfollah (* 1938), iranischer Skirennläufer

### Kiat
- Kiatisak Jiamudom (* 1995), thailändischer Fußballspieler
- Kiatisak Senamuang (* 1973), thailändischer Fußballspieler und -trainer
- Kiatjarern Ruangparn (* 1982), thailändischer Fußballspieler
- Kiatprawut Saiwaeo (* 1986), thailändischer Fußballspieler
- Kiattisak Pimyotha (* 1995), thailändischer Fußballspieler
- Kiattisak Toopkhuntod (* 1995), thailändischer Fußballspieler
- Kiatwanchai, Napa (* 1967), thailändischer Boxer im Strohgewicht

### Kiau
- Kiauka, Reinhard (* 1967), deutscher Kapellmeister und Soldat
- Kiaulehn, Walther (1900–1968), deutscher Journalist und Schriftsteller
- Kiausch, Elisabeth (* 1933), deutsche Politikerin (SPD), MdHB
- Kiausch, Usch, deutsche Autorin und Übersetzerin

### Kiav
- Kiavash, Mohammad (1930–2020), iranischer Politiker

### Kiaw
- Kiawentiio (* 2006), kanadische Schauspielerin und Sängerin

### Kiaz
- Kiaziku, Vicente Carlos (* 1957), angolanischer Geistlicher, Bischof von Mbanza Congo